# Fear Factor
Fear Factor is een Amerikaanse spelshow, waarin alles draait om het uithalen van stunts of beproevingen. De show is gebaseerd op de Nederlandse show Now or Neverland van Endemol.

## Achtergrond
De show werd van 2001 tot 2006 uitgezonden. De show was NBC’s antwoord op de succesvolle serie Survivor. De show was aanvankelijk een succes en bouwde in de eerste paar seizoenen een vast aantal kijkers op. In de jaren erop liepen de kijkcijfers echter terug. In 2006 kreeg de show concurrentie van onder andere American Idol. Ondanks de publiciteit die de show kreeg, werd de show in seizoen zes stopgezet. In september 2006 werd de show geheel beëindigd.
In 2011 werd bekendgemaakt dat de show terugkwam, met wederom Joe Rogan als presentator. De terugkeer duurde slechts 9 afleveringen. De laatste aflevering was zo controversieel dat NBC besloot deze niet uit te zenden. In de aflevering moesten de twee kandidaten van elk team ieder een glas met 24 ounces (0.71 liter) ezelsperma of ezelurine drinken om door te gaan naar de volgende ronde. De aflevering werd door de Deense televisie wel uitgezonden.

## Opzet

### Normale versie
In de meeste afleveringen strijden drie mannen en drie vrouwen, of anders vier teams van twee mensen, tegen elkaar voor een bedrag van US$50.000. Ze moeten hiervoor drie stunts uithalen. Deze stunts kunnen van alles inhouden, van het uitvoeren van gevaarlijke handelingen tot het doen of eten van iets smerigs wat men normaal nooit zou doen. Als een deelnemer een stunt niet uitvoert, of in sommige gevallen niet snel genoeg uitvoert, valt hij of zij af.
Indien er na de eerste twee rondes nog maar één kandidaat over is, wint deze automatisch US$25.000, maar mogen enkele kandidaten die in de vorige rondes afvielen alsnog terugkeren voor de derde ronde om te strijden voor de andere US$25.000. Slechts eenmaal in de geschiedenis van Fear Factor is de prijs van US$50.000 niet gewonnen. In de aflevering van 27 september 2004 won geen van de deelnemers de finale.
De stunts hebben vaak dezelfde opzet:
- De eerste stunt is doorgaans een fysieke uitdaging. Hier wordt vaak een tijdlimiet of andere beperking ingesteld waar een deelnemer aan moet voldoen om door te mogen.
- De tweede stunt is doorgaans een mentale uitdaging, zoals het eten van dingen die men normaal als smerig ervaart. Bij deze stunt valt een deelnemer alleen af als hij/zij de stunt niet doet. In latere afleveringen werd besloten geen teams of deelnemers te diskwalificeren tijdens de tweede stunt, maar in plaats daarvan de deelnemer die de tweede stunt het beste uitvoerde een extra prijs te geven.
- De derde stunt is vaak iets uit een actiefilm, zoals een autostunt of ontsnappen uit een zinkend voertuig.

### Andere versies
Regelmatig zijn er speciale afleveringen uitgezonden waarin alle stunts draaien om een specifiek thema, of waarin speciale teams de stunts uitvoeren in plaats van individuele kandidaten. Zo zijn er een paar afleveringen geweest waarin een team van een ouder en een kind deelnamen aan het programma. Andere speciale teams/deelnemers waren twee beste vrienden, tweelingen, familie, koppeltjes, modellen en winnaars van de Miss America titel. Ook heeft Fear Factor een driedelige aflevering onder de naam Fear Factor 'Psycho'.

## Internationale versies
Fear Factor kent behalve de Amerikaanse versie ook een aantal andere versies, vaak opgenomen in dat land.
- In Vlaanderen werd een Belgische versie van de show uitgezonden in 2005 door VTM. Daar werd het gepresenteerd door Walter Grootaers. In 2022 werd een nieuwe versie gemaakt en gepresenteerd door Alex Agnew en werd uitgezonden op Play4.
- In 2002 werd er op eerder V8 later in 2004 bij Veronica een Nederlandse versie geproduceerd. De presentatie was toen in handen van Fabienne de Vries.
- In 2010 was er ook een kindereditie in Nederland te zien. Het programma werd uitgezonden op Nickelodeon. Deze versie heette Cool Factor.